# Кріс Редфілд
Кріс Редфілд (яп. クリス・レッドフィールド, Курісу Реддофі:рудо, англ. Chris Redfield) — один із персонажів серії Resident Evil, створеної японською компанією Capcom. Персонаж уперше з'явився в 1996 році як протагоніст оригінальної Resident Evil, де він зображений як член команди Спеціальної тактичної і рятувальної служби (S.T.A.R.S.) департаменту поліції Раккун-Сіті разом зі своїм партнером Джилл Валентайн.
Він також є головним героєм гри Resident Evil Code: Veronica, в якій він шукає свою зниклу молодшу сестру, Клер, і одним з головних героїв Resident Evil: The Umbrella Chronicles. Кріс повернувся як протагоніст у Resident Evil 5, працюючи разом з новою напарницею Шевою Аломар, потім з'являється в останній частині ігрової серії, Resident Evil: Revelations. Кріс повертається як один з чотирьох головних героїв у Resident Evil 6, де він і його партнер Пірс Ніванс намагаються зупинити всесвітню атаку біотероризму. Наприкінці Resident Evil 7: Biohazard він грає епізодичну роль, але в доповненні Not A Hero є головним героєм, і в доповненні End of Zoe, є одним з ключових героїв.
Кріс з'являється в художньому фільмі Оселя зла в 3D: життя після смерті зіграний Вентвортом Міллером. Також він з'являється в комп'ютерному анімаційному фільмі 2017 року Оселя зла: Вендетта, показаному в тій самій послідовності, що й відеоігри, як один з головних героїв. Персонаж був добре прийнятий критиками, і вважається одним з найважливіших персонажів франшизи і визнаний за його сексуальну привабливість. Його редизайн в Resident Evil 5 став джерелом як похвали, так і критики з боку шанувальників і критиків. На думку PlayStation Universe, Кріс разом з Джилл утворюють "ядро" серіалу.

## Поява

### ВResident Evil
Кріс Редфілд уперше з'являється як один з двох ігрових персонажів оригінальної гри Resident Evil, разом з Джилл Валентайн, виступаючи напарником Ребекки Чемберс, новачка підрозділу "S. T. A. R. S.". Кріс був представлений як колишній військовий льотчик армії США і член загону "Альфа" поліцейського спецпідрозділу "S. T. A. R. S." при Департаменті поліції Раккун-Сіті. За сюжетом, після того, як вертоліт з іншим загоном, «Браво», пропав безвісти в довколишньому лісі, розслідувати його зникнення вирушила «Альфа».
Кріс, супроводжуваний Альбертом Вескером, Баррі Бертоном і Джилл Валентайн, незабаром опиняються в пастці в прилеглому особняку, заповненим жахливими монстрами і смертельними пастками. В кінці, Кріс і його товариші дізнаються, як починався цей кошмар і стають свідком смерті Альберта Вескера, який зрадив всіх їх. Також вони стикаються і вбивають прототип Тирана, випущеного Вескером. Після так званого «Інциденту в особняку» (англ. Mansion Incident) Кріс залишає Раккун-Сіті і розпочинає працювати проти корпорації Umbrella.
Кріс повертається в грі Resident Evil Code: Veronica, події якої відбуваються п'ять місяців потому. Як протагоніст другої половини гри, він намагається врятувати свою молодшу сестру, Клер з дослідницьких центрів Корпорації, що розташувалися на острові Рокфорт і в Антарктиді. Виявивши, що сестра знаходиться в Антарктиді, Кріс коротко перетинається з Вескером, спраглим помститися Крісу за руйнування своїх планів. Зрештою, він стикається з Алексією Ешфорд, творцем вірусу Т-Вероніка (англ. T-Veronica). У фіналі, він бореться з Вескером, відразу після вбивства Алексії. Він не підходить для Вескера на цьому етапі і їх боротьба обривається, через неминуче руйнування бази. Але обидва обіцяють закінчити справу іншим разом.
Кріс з'являється як один з головних героїв у Resident Evil: The Umbrella Chronicles, де він возз'єднується з Джилл Валентайн. Частини цієї гри є дуже неточним переказом подій серії Resident Evil. А нова глава гри розповідає про те, як Джилл і Кріс, члени «секретного підрозділу зі стримування біологічних загроз», розпочали місію зі знищення Амбрелли — після появи чуток про нові розроблювані нею «Б.О. О.». Події глави розвиваються в 2003 році в Росії, на одному з кавказьких об'єктів Амбрелли.
Кріс став протагоністом в Resident Evil 5, в якій він є оперативником і одним із засновників воєнізованого угруповання "BSAA" при ООН (скор. BSAA від англ. Bio-terrorism Security Assessment Alliance). За сюжетом гри, Кріс розслідує терористичну загрозу в африканському районі Кідзюдзю (англ. Kijuju) і знаходить свого старого напарника і друга Джилл, яка зникла безвісти і вважалася загиблою. Разом з ним його нова напарниця Шева Аломар. Зрештою, їм вдалося знайти і звільнити Джилл і остаточно перемогти і знищити Вескера, який планував випустити новий вірус в атмосферу, що призвело б до кінця людства.
Кріс з'являється в грі Resident Evil: The Darkside Chronicles як ігровий персонаж у кінці сценарію «гра забуття» (англ. Game of Oblivion). Сценарій є переказом подій Code: Veronica. Він також доступний у режимі "Extreme Battle", включеному в пізні версії гри Resident Evil 2 (видання для PlayStation 2 Dual Shock і ПК, а також порти для Dreamcast і GameCube),, а також доступний як один з восьми ігрових персонажів гри Resident Evil: The Mercenaries 3D. Персонаж разом з Джилл Валентайн також бере участь у Resident Evil: Revelations. Так само він присутній в Resident Evil 6.
У кінці Resident Evil 7: Biohazard Кріс забирає протагоніста з місця подій на вертольоті.

### В інших відеоіграх
Поза серіалом Resident Evil Кріс бере участь як ігровий персонаж у файтингу Marvel vs. Capcom 3: Fate of Two Worlds. Перший ігровий трейлер показував його боротьбу проти Халка. Заявлено, що він з'явиться в тактичній рольовій грі Project X Zone.

### В інших медіа

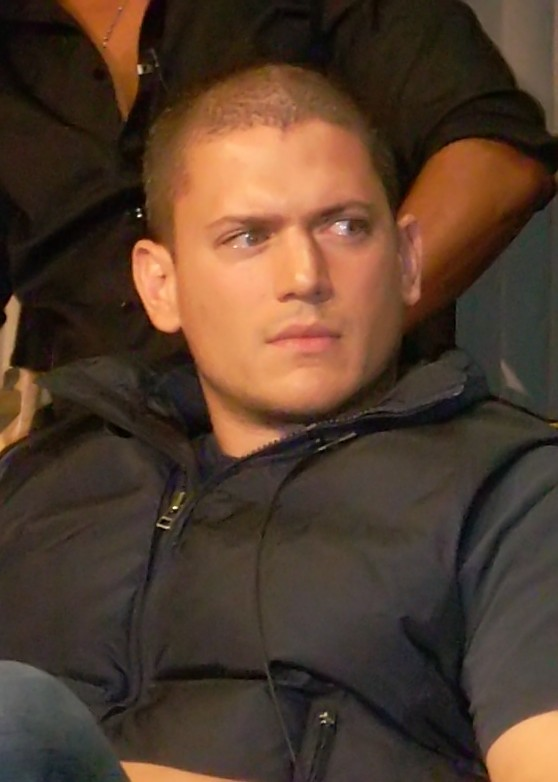
Вентворт Міллер зіграв Кріса у фільмі Оселя зла в 3D: життя після смерті. Міллер готувався до ролі, знаходячи образи Кріса в Інтернеті. Акторові були також показані відеоролики з серії ігор.

У скасованому сценарії Джорджа Ромеро до фільму Resident Evil, Кріс представлений корінним американцем і одним з небагатьох, хто вижив.
Персонаж з'являється в четвертому художньому фільмі франшизи, Життя після смерті. Роль виконав актор Вентворт Міллер. За сюжетом фільму, Кріс перебуває в ув'язненні, в тюремній камері максимальної безпеки, після спроби його підрозділу взяти під контроль поширення T-вірусу в Лос-Анджелесі. Ті що знайшли його вірять в те, що він ув'язнений. Він зустрічається зі своєю сестрою Клер, яка не може згадати його через втрату пам'яті, викликану маніпулюючим пристроєм Амбрелли. Він, Еліс і Клер в кінцевому підсумку перемагають Альберта Вескера і рятують ув'язнених, що вижили, які використовуються для експериментів Амбрелли.
У релізі оригінальної гри для Sega Saturn (японська версія), Capcom опублікувала рекламний збірник The True Story Behind Biohazard, що містить оригінальну короткий розповідь під назвою Biohazard: The Beginning. У цьому оповіданні описуються події в житті персонажа до першої гри. Наприклад, описується загибель батьків Кріса в автокатастрофі і його служба в ВПС США. Редфілд вступив у ВПС США, будучи підлітком, швидко став досвідченим пілотом і кращим стрільцем, але в середині 1990-х років за непокору прямому наказу був звільнений в запас. Згодом він стає дрифтером, поки його не залучили, за рекомендацією Бертона, в створювану в Раккун-Сіті філію "S. T. A. R. S.".
Кріс Редфілд також з'являється в декількох коміксах серії Resident Evil, виданих WildStorm, Image Comics і Marvel Comics.

### У товарах
У 1998 році Toy Biz представила подвійний набір екшен-фігурок з Крісом і монстром Цербером, що увійшов в лінійку «Resident Evil Series 1». Інша фігурка (від Moby Dick) з оригінальної гри з'явилася в 2002 році. Того ж року Palisades Toys представила дві фігурки (відрізняються тільки забарвленням) Кріса з гри Code: Veronica. 2006 року з'явилася ще одна фігурка персонажа, представлена NECA як частина ювілейної серії "Resident Evil Anniversary Series 1". А в 2009 році Hot Toys показала екшен-фігурку персонажа з Resident Evil 5. Випускали і фігурки-діорами. Так, в 2008 році Organic в серії "Bio Hazard Figure Collection Vol.4 " представили фігурку Кріса, що стоїть перед гігантською змією (монстр «Yawn»). Обидва персонажі були взяті з рімейка першої частини. Крім того, Gaya Entertainment випускала в 2009 році свою фігурку Кріса (у вигляді з рімейка).

## Здібності та вміння
В оригінальній Resident Evil сценарій Кріса складніший, ніж у Джилл. Наприклад, Кріс може взяти з собою менше речей (менший розмір інвентарю) і у нього відсутні деякі приналежності. Він не оснащений відмичкою, і тому він повинен шукати маленькі Ключі. З іншого боку, Кріс має більше здоров'я, ніж Джилл.

## Відгуки та критика
Персонаж отримав неоднозначні оцінки та відгуки критиків. Так, у 2009 році GameZone поставив персонажа 4-м в свій список топ-5 "ігрових богів року" за нову зовнішність (згідно PSU.com, "зараз це грубий, м'язистий воїн з біцепсами розмірами з кавун»), називаючи його як "один чудовий ханк" з "запаморочливим тілом і чудовою зовнішністю." У тому ж році, Кріс Редфілд зі своєю сестрою Клер були додані IGN у "Ultimate Zombie Strike Team", Крісу за його "довгу, плідну роботу по знищенню зомбі", що "доводить, що навіть грізна біо-зброя Амбрелли не рівня самотньому мужньому воїну.»
Gameplanet у 2009 році відзначало, що поява Кріса і Леона С. Кеннеді у наступній грі була б "дивною", додавши, що вони обидва є головними героями серії. А IGN неодноразово порівнювали Кріса з Леоном, обидва вони розглядалися як провідні герої серіалу. У 2010 році ресурс GamesRadar включив його разом з напарницею Шевою в статтю про "найлютіші парні битви в іграх", за їх бої в Resident Evil 5.
Також серед критиків є і ряд негативних відгуків. Кріс посів п'яте місце в 2009 році в списку IGN про "найбільш переоцінених персонажів відеоігор", з пропозицією, що він повинен " концентруватися на роботі, а не на стероїдах», також в UGO.com включили його в 2010 році в список "десятка невдачливих ігрових персонажів", за його провали протягом серії. GameSpy назвала його новий вигляд (в Resident Evil 5) як "щось середнє між Коліном Фарреллом і Х'ю Джекманом». Цей вигляд викликав досить багато суперечок і його часто висміювали. GameSpot навіть дав Крісу спеціальний приз - як "персонажу, який найімовірніше завалить тест на наркотики», на «Dubious Honors awards» в 2009 році, додавши, що ця «людина схожа на ходячу аптеку.»
Включаючи його за невміння стріляти при русі в RE5 у список «Десяти героїв гри, які зазнають невдачі на простих речах», GameDaily рекомендували персонажу " витратити трохи більше часу в тирі і трохи менше часу на те, щоб качати залізо перед дзеркалом.» Joystiq зазначив, що можливо, в ході Umbrella Chronicles Кріс почав свої «зловживання стероїдами», що було також висловлено IGN. У 2011 році BeefJack перерахував Кріса в числі п'яти ігрових персонажів, які повинні бути сексуальними, але виявилися незграбними, тому що "він виглядає другим у конкурсі двійників на Моряка Попая." Зате, коли GamesRadar порівняв його зовнішність в Code Veronica і RE5, намагаючись оцінити, які були б доречніші для зомбі-апокаліпсису, вони виявили, що останній, дасть більше шансів на виживання при зомбі-атаці, оцінюючи також Кріса з оригінальної гри фразою "жахливо погано підготовлений".
У 2009 році GameTrailers зробив ролик з акцентом на розвиток персонажа протягом усього серіалу. А Game Informer зайнявся вивченням важливості особистості Кріса Редфілда.